# Edouard Moskalyov
Edouard Moskalyov (en ukrainien : Едуард Михайлович Москальов) est un général ukrainien.

## Biographie

### Guerre russo-ukrainienne
En 2012 il est le chef du 300e régiment école de chars servant au 169e centre d'entraînement.
En 2023 il est nommé chef du Groupe opérationnel Odessa.

En août 2024 il est nommé chef de l'Administration militaire ukrainienne de Koursk,.